# Felsenthal
Felsenthal é uma cidade  localizada no estado americano de Arkansas, no Condado de Union.

## Demografia
Segundo o censo americano de 2000, a sua população era de 152 habitantes.
Em 2006, foi estimada uma população de 153, um aumento de 1 (0.7%).

## Geografia
De acordo com o United States Census Bureau, a localidade tem uma área de 4,4 km², dos quais 3,8 km² cobertos por terra e 0,6 km² cobertos por água.

## Localidades na vizinhança
O diagrama seguinte representa as localidades num raio de 24 km ao redor de Felsenthal.